# Cunningtonia longiventralis
Cunningtonia longiventralis és una espècie de peix de la família dels cíclids i de l'ordre dels perciformes.

## Morfologia
- Els mascles poden assolir 14 cm de longitud total.[1][2]

## Hàbitat
Viu en zones de clima tropical entre 24 °C-28 °C°C de temperatura.

## Distribució geogràfica
Es troba a Àfrica: és una espècie de peix endèmica de la meitat sud del llac Tanganyika.